# Vesmajärvi
Vesmajärvi är en sjö i Finland. Den ligger i kommunen Kittilä i landskapet Lappland, i den norra delen av landet, 800 km norr om huvudstaden Helsingfors. Vesmajärvi ligger 249,4 meter över havet. Arean är 1,41 kvadratkilometer och strandlinjen är 6,02 kilometer lång. Sjön  ingår i Kemi älvs huvudavrinningsområde.   Den sträcker sig 1,9 kilometer i nord-sydlig riktning, och 1,9 kilometer i öst-västlig riktning.